# Чернохова, Яна
Яна Чернохова (чеш. Jana Černochová; род. 26 октября 1973, Прага, Чехия) — чешский политик. С декабря 2021 года министр обороны Чехии в правительстве Петра Фиалы. С июня 2010 года по август 2013 года и с октября 2013 года член парламента Чехии от города Прага. С 2006 по 2010 год и с 2012 по 2021 год староста муниципалитета Прага 2. Член Гражданской демократической партии (ODS).

## Ранняя жизнь и образование
Родилась 26 октября 1973 года в городе Прага. В 1992 году окончила школу. Затем работала в банке. В 1996 году окончила курс банковского дела и денежно-кредитной экономики на факультете финансов и бухгалтерского учёта Пражского экономического университета. В 2009 году получила степень бакалавра Университета прикладного права. В 2011 году получила степень магистра в области международных отношений в Метропольном университете в Праге. Владеет английским, польским и русским языками.

## Политическая карьера
В 1997 году вступила в Гражданскую демократическую партию (ГДП). В 1998 году была избрана в городской совет Праги 2. До 2006 года работала заместителем мэра, а с 2006 по 2010 года была мэром.
На выборах 2010 года была избрана в Палату депутатов Парламента Чешской Республики. В августе 2012 года после назначения её партнера Мартина Червичека главой полиции Чешской Республики, Чернохова уволилась из Комитета по безопасности Палаты депутатов, который она ранее возглавляла.
На выборах 2013 года была переизбрана в Палату депутатов. В ноябре 2013 года была избрана первым вице-президентом парламентской группы ГДП.
На муниципальных выборах 2014 года была переизбрана мэром Праги 2.
На Парламентских выборах в Чехии в 2017 году была лидером ГДП в Праге. Получила 12426 голосов и, таким образом, защитила мандат члена парламента.
На муниципальных выборах в 2018 году вновь отстаивала пост мэра Праги 2. В ноябре 2018 года в четвёртый раз была избрана мэром Праги 2. В декабре 2021 года ушла с поста мэра, так как стала министром обороны Чехии, но осталась членом Совета по образованию. Её преемницей стала Александра Уджения.
На Парламентских выборах в Чехии в 2021 году получила более 35500 голосов и была переизбрана членом парламента.
В ноябре 2021 года стала кандидаткой от ГДП на пост министра обороны Чехии в формирующемся правительстве Петра Фиалы в составе коалиций SPOLU и Пиратов и мэров. В середине декабря 2021 года президент Чехии Милош Земан в Ланском замке назначил её на эту должность.

### Министр обороны Чехии
В качестве министра обороны Чехии хочет увеличить военный бюджет с 85 миллиардов чешских крон в 2020 году до 140 миллиардов чешских крон, чтобы Чехия выполнила обязательства перед НАТО.

## Политические взгляды
После террористических актов в Париже в ноябре 2015 года призвала к переоценке миграционной политики Европейского Союза и предупредила об угрозе со стороны радикального ислама. Выступила на демонстрации против исламизации Чехии «Не хотим ислам в Чехии». По словам Черноховой, «необходимо установить правила, которые не позволят свободе нашего самовыражения, религии, культуры и иудео-христианской цивилизации отходить на второй план из-за других нерелигиозных аспектов ислама (шариат, джихад), граничащих с идеологиями, которые к религии отношения не имеют!».
В 2018 году она выступила против вывода чешских солдат из Афганистана. После убийства саудовского журналиста Джамаля Хашогги в консульстве Саудовской Аравии в Стамбуле она призвала ввести эмбарго на поставки оружия в Саудовскую Аравию. Чехия в 2014 году экспортировала военной техники на сумму 70,1 млн евро.
В октябре 2019 года, критикуя турецкое вторжение в Сирию, которое было направлено против курдов на территории Сирийского Курдистана на севере страны, выразила обеспокоенность в связи с тем, что НАТО, членом которого является Турция, «отступает от собственных принципов, ослабляет свое влияние». В марте 2020 года она осудила режим президента Турции Эрдогана, заявив, что «Турция открыто сопровождает мигрантов до границы с Грецией, дестабилизируя и угрожая всему Европейскому союзу».
В сентябре 2020 года она получила уведомление от Службы безопасности и информации о том, что как председатель комитета по обороне в Палате депутатов, она находится в списке нескольких сотен чехов, за которыми следит китайская компания Zhenhua Data Technology, тесно связанная с армией Китая и китайскими спецслужбами. Чернохова сказала: «Очевидно, что разведка Китая в мире очень активна и китайский режим использует не только обычные разведывательные службы, но и китайские компании».
Чернохова поддерживает Израиль и его политику. Она осудила заявления министра культуры Любомира Заоралека, который сказал, что нельзя молчать, когда основные международные правила не соблюдаются и иностранная территория оккупируется силой, и сравнил планы Израиля по аннексии израильских поселений на Западном берегу реки Иордан с судьбой Чехословакии в XX веке. Она выразила поддержку Израилю во время израильско-палестинского кризиса в мае 2021 года.

## Награды
- Орден княгини Ольги II степени (23 августа 2022 года, Украина) — за значительные личные заслуги в укреплении межгосударственного сотрудничества, поддержку государственного суверенитета и территориальной целостности Украины, весомый вклад в популяризацию Украинского государства в мире[34].